# Andy Yiadom
Andrew Kyere ("Andy") Yiadom (Londen, 2 december 1991) is een Ghanees-Engels voetballer die doorgaans speelt als vleugelverdediger. In juli 2018 verruilde hij Barnsley voor Reading. Yiadom maakte in 2017 zijn debuut in het Ghanees voetbalelftal.

## Clubcarrière
Yiadom speelde in de jeugd van Watford. Bij die club kreeg hij geen professioneel contract. In 2010 sloot hij zich aan bij Hayes & Yeading United, wat hij na een jaar verliet voor Braintree Town, nadat hij geen verbintenis kreeg bij Bristol Rovers, waar hij een oefenstage had gelopen. Tot en met januari kwam de Engelse Ghanees tot zeven competitiedoelpunten en dat overtuigde Barnet genoeg om hem te halen. Bij Barnet kreeg hij een belangrijke rol toebedeeld en in vierenhalf jaar speelde hij honderdnegenenzestig competitiewedstrijden, waarin hij veertien maal tekende voor een doelpunt. In de zomer van 2016 maakte Yiadom transfervrij de overstap naar Barnsley, waar hij zijn handtekening zette onder een verbintenis voor de duur van twee seizoenen. Na twee seizoenen bij Barnsley nam Reading de verdediger transfervrij over, waarna hij voor vier jaar tekende.

## Clubstatistieken
| Seizoen | Club                   | Competitie         | Competitie | Competitie | Beker | Beker | Internationaal | Internationaal | Totaal | Totaal |
| Seizoen | Club                   | Competitie         | Wed.       | Dlp.       | Wed.  | Dlp.  | Wed.           | Dlp.           | Wed.   | Dlp.   |
| ------- | ---------------------- | ------------------ | ---------- | ---------- | ----- | ----- | -------------- | -------------- | ------ | ------ |
| 2010/11 | Hayes & Yeading United | Conference Premier | 36         | 1          | 3     | 0     | —              | —              | 39     | 1      |
| 2011/12 | Braintree Town         | Conference Premier | 28         | 7          | 4     | 1     | —              | —              | 32     | 8      |
| 2011/12 | Barnet                 | League Two         | 7          | 1          | 0     | 0     | —              | —              | 7      | 1      |
| 2012/13 | Barnet                 | League Two         | 39         | 3          | 3     | 0     | —              | —              | 42     | 3      |
| 2013/14 | Barnet                 | Conference Premier | 42         | 1          | 3     | 0     | —              | —              | 45     | 1      |
| 2014/15 | Barnet                 | Conference Premier | 41         | 3          | 3     | 0     | —              | —              | 44     | 3      |
| 2015/16 | Barnet                 | League Two         | 40         | 6          | 3     | 0     | —              | —              | 43     | 6      |
| 2016/17 | Barnsley               | Championship       | 32         | 0          | 1     | 0     | —              | —              | 33     | 0      |
| 2017/18 | Barnsley               | Championship       | 32         | 0          | 1     | 0     | —              | —              | 33     | 0      |
| 2018/19 | Reading                | Championship       | 45         | 1          | 3     | 0     | —              | —              | 48     | 1      |
| 2019/20 | Reading                | Championship       | 24         | 1          | 1     | 0     | —              | —              | 25     | 1      |
| 2020/21 | Reading                | Championship       | 21         | 1          | 0     | 0     | —              | —              | 21     | 1      |
| 2021/22 | Reading                | Championship       | 38         | 1          | 0     | 0     | —              | —              | 38     | 1      |
| 2022/23 | Reading                | Championship       | 41         | 0          | 1     | 0     | —              | —              | 42     | 0      |
| 2023/24 | Reading                | League One         | 32         | 0          | 2     | 0     | —              | —              | 34     | 0      |
| 2024/25 | Reading                | League One         | 14         | 0          | 0     | 0     | —              | —              | 14     | 0      |
| Totaal  | Totaal                 | Totaal             | 512        | 26         | 28    | 2     | 0              | 0              | 540    | 28     |

Bijgewerkt op 26 juni 2025.

## Interlandcarrière
Yiadom werd in 2017, zonder interlands achter zijn naam, door bondscoach Avram Grant opgenomen in de voorselectie van het Ghanees voetbalelftal voor het Afrikaans kampioenschap 2017. Hij overleefde hierna de schifting voor de definitieve toernooiselectie. Tijdens de eerste twee wedstrijden van Ghana stond Yiadom langs de kant. In de derde groepswedstrijd werd door een doelpunt van Mohamed Salah met 1–0 verloren van Egypte. De vleugelverdediger begon als basisspeler aan het duel en hij mocht de volle negentig minuten meespelen. In de halve finale werd met 2–0 verloren van latere toernooiwinnaar Kameroen. In de wedstrijd om de derde plaats tegen Burkina Faso mocht Yiadom in de basis starten en opnieuw speelde hij de hele wedstrijd. Door een binnengeschoten vrije trap van Alain Traoré verloor Ghana met 1–0 en eindigde het als vierde op het toernooi.
In november 2022 werd Yiadom door bondscoach Otto Addo opgenomen in de voorselectie van Ghana voor het WK 2022. Bij het bekendmaken van de definitieve selectie tien dagen later, was hij een van de afvallers.
| Interlands van Andy Yiadom voor Ghana | Interlands van Andy Yiadom voor Ghana | Interlands van Andy Yiadom voor Ghana | Interlands van Andy Yiadom voor Ghana | Interlands van Andy Yiadom voor Ghana | Interlands van Andy Yiadom voor Ghana |
| №                                     | Datum                                 | Wedstrijd                             | Uitslag                               | Competitie                            | Goals                                 |
| Als speler bij Barnsley               | Als speler bij Barnsley               | Als speler bij Barnsley               | Als speler bij Barnsley               | Als speler bij Barnsley               | Als speler bij Barnsley               |
| ------------------------------------- | ------------------------------------- | ------------------------------------- | ------------------------------------- | ------------------------------------- | ------------------------------------- |
| 1                                     | 25 januari 2017                       | Egypte – Ghana                        | 1 – 0                                 | AK 2017                               |                                       |
| 2                                     | 4 februari 2017                       | Burkina Faso – Ghana                  | 1 – 0                                 | AK 2017                               |                                       |
| 3                                     | 30 mei 2018                           | Japan – Ghana                         | 0 – 2                                 | Vriendschappelijk                     |                                       |
| 4                                     | 7 juni 2018                           | IJsland – Ghana                       | 2 – 2                                 | Vriendschappelijk                     |                                       |
| Als speler bij Reading                |                                       |                                       |                                       |                                       |                                       |
| 5                                     | 8 september 2018                      | Kenia – Ghana                         | 1 – 0                                 | AK 2019 kwalificatie                  |                                       |
| 6                                     | 9 juni 2019                           | Ghana – Namibië                       | 0 – 1                                 | Vriendschappelijk                     |                                       |
| 7                                     | 15 juni 2019                          | Ghana – Zuid-Afrika                   | 0 – 0                                 | Vriendschappelijk                     |                                       |
| 8                                     | 25 juni 2019                          | Ghana – Benin                         | 2 – 2                                 | AK 2019                               |                                       |
| 9                                     | 29 juni 2019                          | Kameroen – Ghana                      | 0 – 0                                 | AK 2019                               |                                       |
| 10                                    | 2 juli 2019                           | Guinee-Bissau – Ghana                 | 0 – 2                                 | AK 2019                               |                                       |
| 11                                    | 8 juli 2019                           | Ghana – Tunesië                       | 1 – 1 (4 – 5 n.s.)                    | AK 2019                               |                                       |
| 12                                    | 14 november 2019                      | Ghana – Zuid-Afrika                   | 2 – 0                                 | AK 2021 kwalificatie                  |                                       |
| 13                                    | 18 november 2019                      | Sao Tomé en Principe – Ghana          | 0 – 1                                 | AK 2021 kwalificatie                  |                                       |
| 14                                    | 8 juni 2021                           | Marokko – Ghana                       | 1 – 0                                 | Vriendschappelijk                     |                                       |
| 15                                    | 11 juni 2021                          | Ghana – Ivoorkust                     | 0 – 0                                 | Vriendschappelijk                     |                                       |
| 16                                    | 3 september 2021                      | Ghana – Ethiopië                      | 1 – 0                                 | AK 2021 kwalificatie                  |                                       |
| 17                                    | 11 november 2021                      | Ethiopië – Ghana                      | 1 – 1                                 | AK 2021 kwalificatie                  |                                       |
| 18                                    | 14 november 2021                      | Ghana – Zuid-Afrika                   | 1 – 0                                 | AK 2021 kwalificatie                  |                                       |
| 19                                    | 5 januari 2022                        | Algerije – Ghana                      | 3 – 0                                 | Vriendschappelijk                     |                                       |
| 20                                    | 10 januari 2022                       | Marokko – Ghana                       | 1 – 0                                 | AK 2019                               |                                       |
| 21                                    | 14 januari 2022                       | Gabon – Ghana                         | 1 – 1                                 | AK 2019                               |                                       |
| 22                                    | 18 januari 2022                       | Ghana – Comoren                       | 2 – 3                                 | AK 2019                               |                                       |
| 23                                    | 29 maart 2022                         | Nigeria – Ghana                       | 1 – 1                                 | WK 2022 kwalificatie                  |                                       |
| 24                                    | 5 juni 2022                           | Centraal-Afrikaanse Republiek – Ghana | 1 – 1                                 | AK 2023 kwalificatie                  |                                       |
| 25                                    | 10 juni 2022                          | Japan – Ghana                         | 4 – 1                                 | Vriendschappelijk                     |                                       |
| 26                                    | 14 juni 2022                          | Chili – Ghana                         | 0 – 0                                 | Vriendschappelijk                     |                                       |

Bijgewerkt op 26 juni 2025.